# Marina mercantile italiana

Bandiera della Marina mercantile italiana.

La marina mercantile italiana rappresenta la flotta civile composta di navi mercantili italiane che siano gestite dal governo italiano oppure dal settore privato, impegnata nel commercio e nel trasporto marittimo di passeggeri e di merci.
Ad essa compete il trasporto di passeggeri e di merci  in tempo di pace. In tempo di guerra, la marina mercantile presta ausilio alla Marina Militare e può essere chiamata ad effettuare il trasporto truppe e dare rifornimento ai militari.

## Storia

### Il XIX secolo e le nuove rotte
Le origini della moderna marina mercantile italiana possono essere fatte risalire alla prima metà del XIX secolo con l'affermarsi della propulsione meccanica a vapore e con i primi collegamenti regolari tra Trieste e Venezia, Napoli e Marsiglia, e nelle acque interne, come sul fiume Po e grandi laghi lombardi e con l'affermazione di nuove compagnie di armamento quali quelle del genovese Raffaele Rubattino e del palermitano Vincenzo Florio, mentre a Trieste all'epoca sotto l'Impero austriaco si affermava il Loyd Austriaco. Nel cantiere Orlando di Livorno veniva varato il primo piroscafo in ferro del Mediterraneo, mentre a Genova nel 1853 nasceva l'Ansaldo che negli anni sarebbe diventata un colosso industriale. Con l'unità d'Italia si aprirono nuove rotte oltre Gibilterra e Suez ed entrarono in attività nuovi armatori, mentre dalla fusione tra società Rubattino e Florio venne costituita la Navigazione Generale Italiana.
Tra la fine del XIX secolo e gli inizi del XX secolo il fenomeno migratorio diede un ulteriore impulso alla costruzione di nuovi piroscafi e al contempo allo sviluppo di linee transatlantiche di alta velocità e di gran lusso in una gara di bandiere che fanno del Nastro Azzurro (Europa – Nord America) un ambito emblema. Nel 1904 e nel 1906 vennero costituiti rispettivamente a Genova e a Torino il Lloyd Italiano e il Lloyd Sabaudo. Durante la guerra italo-turca del 1911–12 ci fu un largo impiego della marina mercantile civile, in cui per il trasporto delle truppe del corpo di spedizione in Libia vennero requisiti 161 piroscafi.

### Le guerre mondiali

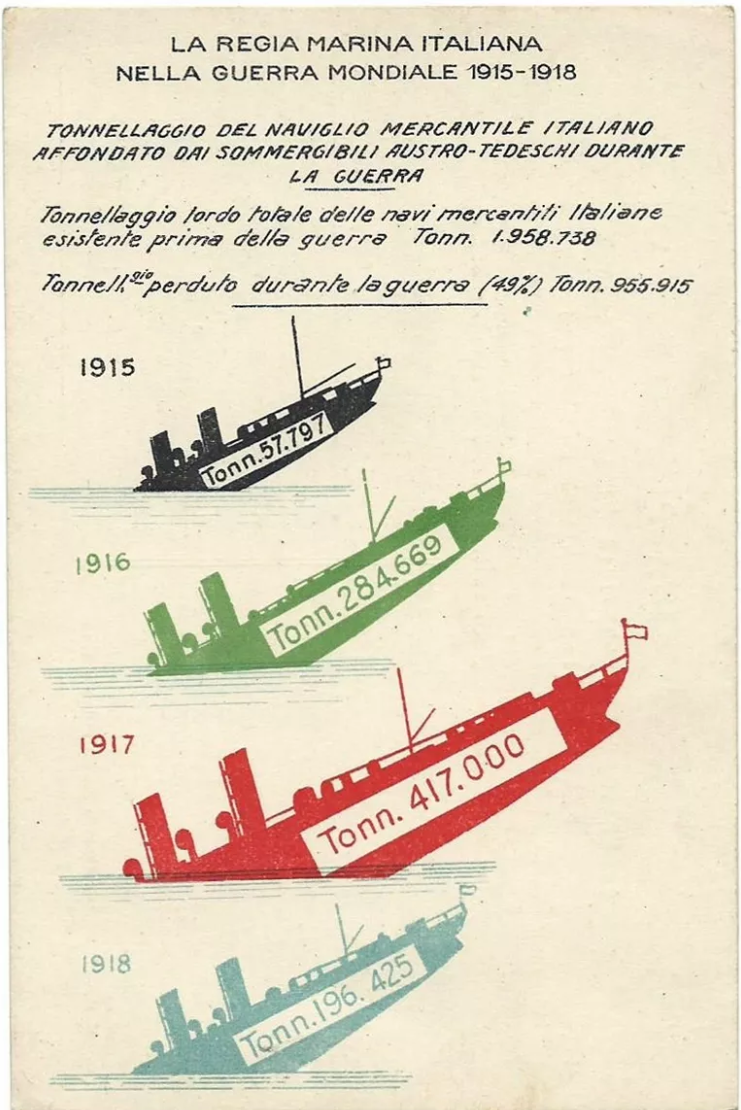
Cartolina postale degli anni '30 raffigurante il tonnellaggio del naviglio mercantile italiano affondato durante la prima guerra mondiale
(Ufficio storico della Regia Marina)

Con l'entrata dell'Italia nel primo conflitto mondiale vennero militarizzati 400 piroscafi maggiori e 180 unità minori. Nel corso del conflitto vennero perduti 10 piroscafi transatlantici, 16 mediterranei, 46 piroscafi misti, 143 da carico, costituenti quasi la metà della flotta nazionale, col risarcimento però, a guerra finita, di quasi tutte le navi già battenti bandiera del cessato Impero austro-ungarico e inoltre l'acquisizione della Venezia Giulia portò il sostanzioso apporto di una marineria di alto livello con compagnie di navigazione quali il Lloyd Triestino (ex Lloyd austriaco), la Cosulich Società Triestina di Navigazione e cantieri navali quali lo Stabilimento Tecnico Triestino (con i cantieri San Marco e San Rocco), l'Arsenale Triestino e il grande Cantiere Navale Triestino di Monfalcone.
Il periodo tra le due guerre mondiali vide l'entrata in servizio di navi di alto prestigio, realizzate presso i cantieri navali nazionali, quali i transatlantici Giulio Cesare e Duilio che hanno aperto per primi la nuova era, i supertransatlantici Rex (detentore del Nastro Azzurro) e Conte di Savoia, i transatlantici Roma e Augustus, che durante il secondo conflitto mondiale vennero avviati ai lavori di trasformazione in portaerei per la Regia Marina e le motonavi Saturnia e Vulcania, che hanno aperto la serie delle grandi navi munite di motore a combustione interna reso affidabile, mentre i transatlantici Conte Rosso, Conte Verde e Conte Biancamano vennero costruiti in Scozia.
La seconda guerra mondiale causò immani perdite al naviglio mercantile italiano oltre ai porti e ai cantieri distrutti in molta parte dai bombardamenti a tappeto alleati.

### Dal secondo dopoguerra ad oggi
Nei primi anni del dopoguerra vennero inizialmente recuperate e ripristinate navi affondate nei bacini portuali e sotto costa, e vennero acquisite dagli Stati Uniti navi da trasporto del tipo Liberty. Alla fine degli anni quaranta venne realizzato il transatlantico Giulio Cesare e agli inizi degli anni cinquanta altre prestigiose realizzazioni furono le grandi navi di linea Augustus, Leonardo da Vinci, Cristoforo Colombo e Andrea Doria, seguite nella prima metà degli anni sessanta da Galileo Galilei e Guglielmo Marconi e infine a Raffaello e Michelangelo, realizzazioni che vantavano nelle sistemazioni e negli arredamenti interni l'opera di insigni artisti.
A partire dagli anni settanta con l'affermarsi dell'aereo come mezzo di trasporto sulle grandi distanze portò al ritiro delle grandi navi di linea con gli armatori che si adeguarono ai cambiamenti spostando la loro attenzione sul trasporto delle merci. La crisi mondiale del petrolio del 1973 impose nuove strategie nei trasporti marittimi con la realizzazione di petroliere di oltre 250.000 tonnellate di stazza lorda, da costruire in bacino. La rivoluzione nel trasporto marittimo ha portato alla realizzazione di navi tecnologicamente avanzate che hanno anche rivoluzionato l'organizzazione dei porti; sono state introdotte le tecniche di prefabbricazione, l'automazione, il trasporto di merci in containers, consentendo al vettore marittimo minime permanenze nei porti toccati, il trasporto dei gas liquefatti, entrate in servizio le navi “multipurpose” con versatilità d'impiego, la diffusione dell'impiego dei traghetti con crescente capacità di trasporto di autotreni e di automobili con unità caratterizzate dai grandi portelloni poppieri che consentono l'entrata e l'uscita degli automezzi.

## Direzione
L'amministrazione e gestione della marina mercantile con l'unità d'Italia nel 1861 fu demandata alla Divisione della Marina mercantile del Ministero della Marina, divenuta dal 1874 Direzione generale della marina mercantile. Nel governo Mussolini fu nominato un commissario alla marina mercantile, che nel 1943 con il governo Badoglio I divenne un sottosegretariato.
Nel 1946, nel governo De Gasperi II fu istituito il Ministero della marina mercantile. Nei decenni successivi assunse diverse denominazioni. Nel 2008 nel governo Berlusconi IV le competenze sono state raccolte nel Ministero delle infrastrutture e dei trasporti, costituendo nel Dipartimento per i trasporti, la navigazione, gli affari generali ed il personale, la Direzione generale per la vigilanza sulle autorità portuali, le infrastrutture portuali ed il trasporto marittimo e per vie d'acqua interne.

## Status del personale
Lo stato maggiore della nave include tutti gli ufficiali di ogni sezione e di ogni grado operanti a bordo. Le carriere possibili sono quelle di ufficiale di coperta, ufficiale di macchina, commissario di bordo e medico di bordo. Per gli ufficiali di coperta la carriera si sviluppa tra i gradi di allievo ufficiale di coperta e comandante; per gli ufficiali di macchina tra i gradi di allievo ufficiale di macchina e direttore di macchina; per i commissari di bordo tra i gradi di allievo commissario e capo commissario; per i medici di bordo, tra i gradi di primo medico aggiunto e medico di bordo direttore del servizio sanitario. Per le sole navi passeggeri e navi da crociera in luogo dell'ufficiale radiotelegrafista troviamo uno o più operatori alle comunicazioni. Questi ultimi, in possesso — come previsto dalla vigente normativa GMDSS — del "General Operator Certificate", di massima sono inquadrati nello stato maggiore della nave come in precedenza erano inquadrati gli ufficiali radiotelegrafisti
Le carriere del personale di stato maggiore indirizzato ai servizi di coperta e macchina si sviluppano alla presenza del raggiungimento di requisiti per poter accedere alle qualifiche previste dalla normativa nazionale e internazionale vigente in materia di istruzione nautica e formazione professionale, nonché al superamento di articolati esami presso l'autorità marittima italiana e alla frequenza di numerosissimi corsi per la sempre più necessaria e richiesta elevazione del grado di preparazione professionale degli ufficiali di bordo delle navi della marina mercantile. I commissari di bordo, i medici di bordo e gli operatori GMDSS, seguono percorsi scolastici, formativi e sviluppi di carriera relativi alle loro attività professionali, differenti dai percorsi scolastici e formativi previsti per gli ufficiali di coperta e macchina.
Esisteva anche il titolo di marinaio autorizzato, che secondo l'articolo 255 del regolamento per la navigazione marittima era di due categorie: marinaio autorizzato al traffico e marinaio autorizzato alla pesca. Il titolo di marinaio autorizzato al traffico è stato sostituito con D.M. 5 ottobre 2000 e modifiche successive con il titolo di Comandante di 2ª classe.

### Marinaio autorizzato al traffico
Requisiti e mansioni del marinaio autorizzato al traffico erano stabiliti dall'articolo 256 del regolamento per la navigazione marittima. Per conseguire il titolo di marinaio autorizzato al traffico occorrevano i seguenti requisiti:
- essere iscritto nella prima categoria della gente di mare;
- aver compiuto 21 anni di età;
- avere conseguito la licenza di scuola media;
- avere effettuato quattro anni di navigazione in servizio di coperta;
- avere sostenuto con esito favorevole un esame secondo i programmi stabiliti con decreto del ministro dei trasporti e della navigazione.

Il marinaio autorizzato al traffico poteva:
- imbarcare come ufficiale su navi da carico o adibite al rimorchio di stazza lorda non superiore a 1.000 tonnellate, che effettuavano viaggi nel Mediterraneo e, fuori di esso, non oltre Huelva, Casablanca, Kosseir, nonché nel mar Nero;
- assumere il comando:
  - di navi da carico o adibite al rimorchio di stazza lorda non superiore a 1.000 tonnellate, che effettuavano viaggi nel Mediterraneo e, fuori di esso, non oltre Huelva, Casablanca, Kosseir, nonché nel mar Nero, purché avesse effettuato almeno tre anni di navigazione in qualità di ufficiale;
  - di navi da carico o adibite al rimorchio di stazza lorda non superiore alle 500 tonnellate, nel Mediterraneo;
  - di navi adibite al trasporto di passeggeri di stazza lorda non superiore alle 100 tonnellate, lungo le coste continentali o insulari del Mediterraneo, nelle zone a nord del 35º parallelo, comprese fra il 6º e il 20º meridiano.

I secondi capi e i sergenti nocchieri provenienti dal servizio permanente o volontario della Marina Militare, entro cinque anni dalla cessazione dal servizio, potevano conseguire senza esami il titolo di marinaio autorizzato al traffico, purché avessero compiuto almeno quattro anni di imbarco. Per potere convertire il titolo di marinaio autorizzato al traffico nel titolo di Comandante di 2ª classe, l'articolo 7 del D.M. 5 ottobre 2000 stabiliva i seguenti requisiti:
- essere in possesso del certificato di abilitazione di "capitano di 2ª classe";
- avere effettuato almeno dodici mesi di navigazione in qualità di primo ufficiale di coperta in virtu' del possesso del certificato di abilitazione di "capitano di 2ª classe", ovvero essere in possesso del certificato di abilitazione di "Ufficiale di navigazione";
- avere completato, con esito favorevole, un programma di addestramento sui compiti e mansioni dei primi ufficiali e comandanti di navi di stazza lorda compresa tra 500 e 3000 tonnellate, comprensivo di un periodo di navigazione di almeno trentasei mesi in qualità di ufficiale responsabile di una guardia di navigazione a bordo di navi di stazza lorda pari o superiore a 500 tonnellate;
- aver sostenuto, con esito favorevole, al termine del periodo di addestramento, un esame teorico-pratico, atto a dimostrare il possesso delle conoscenze e capacità di eseguire i compiti e le mansioni dei primi ufficiali e comandanti di navi di stazza lorda compresa tra 500 e 3000 tonnellate.

Secondo l'articolo 7 del D.M. 5 ottobre 2000 il Comandante di 2ª classe poteva assumere il comando di navi aventi stazza lorda compresa tra 500 e 3000 tonnellate senza limitazioni riguardo alla destinazione della nave.

### Marinaio autorizzato alla pesca
Requisiti e mansioni del marinaio autorizzato alla pesca veniva automaticamente riconvertito in Ufficiale di navigazione per la pesca oceanica, abilitato all'imbarca come ufficiale su navi adibite alla pesca oceanica e ad assumere la responsabilità di guardia, e riconvertito sempre automaticamente in Comandante per la pesca costiera ravvicinata su imbarcazioni inferiori a 24 metri di lunghezza. Il titolo di Padrone marittimo di 1ª classe poteva anche essere riconvertito in Comandante per la pesca mediterranea su imbarcazioni superiori a 24 metri di lunghezza, ma con il requisito di avere effettuato almeno 12 mesi di navigazione da ufficiale, o in Comandante per la pesca oceanica su imbarcazioni superiori a 24 metri di lunghezza, ma con il requisito di avere effettuato almeno 24 mesi di navigazione da ufficiale. erano stabiliti dall'articolo 257 del regolamento per la navigazione marittima. Per conseguire il titolo di marinaio autorizzato al traffico occorrevano i seguenti requisiti:
- essere iscritto nella prima categoria della gente di mare;
- aver compiuto 21 anni di età;
- avere conseguito la licenza di scuola media;
- avere effettuato quattro anni di navigazione in servizio di coperta, dei quali almeno uno su navi adibite alla pesca;
- avere sostenuto con esito favorevole un esame secondo i programmi stabiliti con decreto del ministro dei trasporti e della navigazione.

Il marinaio autorizzato alla pesca poteva:
- imbarcare:
  - come primo ufficiale su navi adibite alla pesca nel Mediterraneo, nel mar Nero, nel mar d'Azov, nel mar Rosso, lungo le coste dell'Arabia e dell'India, compreso il golfo Persico e fino a Bombay, lungo le coste africane, comprese le isole a non più di trecento miglia dalla costa, purché avesse effettuato almeno tre anni di imbarco in qualità di secondo ufficiale su navi adibite alla pesca oltre gli Stretti;
  - come secondo ufficiale su navi di stazza non superiore alle 3.000 tonnellate adibite alla pesca, nel mar Nero, nel mar d'Azov, nel mar Rosso, lungo le coste dell'Arabia e dell'India, compreso il golfo Persico e fino a Bombay, lungo le coste africane, comprese le isole a non più di trecento miglia dalla costa, con il requisito di avere effettuato almeno due anni di navigazione in servizio di coperta su navi adibite alla pesca oltre gli Stretti e almeno due anni al comando di navi addette alla pesca mediterranea;
- assumere il comando di navi di stazza lorda non superiore alle 200 tonnellate addette alla pesca mediterranea nella zona compresa fra il 6º e il 20º meridiano.

I secondi capi e i sergenti nocchieri provenienti dal servizio permanente o volontario della Marina Militare, entro cinque anni dalla cessazione dal servizio, potevano conseguire senza esami il titolo di marinaio autorizzato alla pesca, purché avessero compiuto almeno quattro anni di imbarco.
In seguito al D.P.R. nº 88/2010 il titolo di marinaio autorizzato alla pesca può essere automaticamente riconvertito in Ufficiale di navigazione per la pesca oceanica, abilitato all'imbarco come ufficiale su navi adibite alla pesca oceanica e ad assumere la responsabilità di guardia in navigazione a condizione di avere svolto almeno 36 mesi di navigazione da ufficiale, e riconvertito sempre automaticamente in Comandante per la pesca costiera ravvicinata su imbarcazioni inferiori a 24 metri di lunghezza. Il titolo di marinaio autorizzato alla pesca può anche essere riconvertito in Comandante per la pesca mediterranea su imbarcazioni superiori a 24 metri di lunghezza, ma con il requisito di avere effettuato almeno 24 mesi di navigazione da ufficiale.
altri requisiti per la conversione del titolo sono:
- Diploma di qualifica triennale ad indirizzo marittimo (operatore del mare);
- Diploma di scuola media inferiore integrato dal corso di specializzazione di durata non inferiore a 300 ore di lezioni unite ed esercitazioni pratiche la cui frequenza al corso deve essere attestata dall'istituto di formazione
- 24 mesi di navigazione in servizio di coperta su navi da pesca di lunghezza maggiore o uguale 12 metri adibite alla pesca costiera ravvicinata

o superiore, di cui 12 mesi possono essere fatti sul traffico
- Corsi IMO STCW
  - Antincendio di base e avanzato;
  - Sopravvivenza e salvataggio;
  - Sicurezza personale e responsabilità sociali (PSSR);
  - Radar osservatore normale e radar a rilevazione automatica dati (A.R.P.A.)
  - Certificato di Primo soccorso sanitario (First Aid) rilasciato dal Ministero della salute ai sensi del Decreto Ministeriale 25 agosto 2007

Nel caso l'Ufficiale sia addetto a svolgere mansioni connesse ai servizi radio di bordo, deve essere in possesso di apposita abilitazione, conseguita dopo un esame teorico-pratico, rilasciata o riconosciuta dal Ministero dello sviluppo economico Settore delle comunicazioni.

## Statistiche
Per Confitarma, associazione di categoria degli armatori italiani, al 31 dicembre 2016 la flotta mercantile italiana sopra le 100 tonnellate di stazza lorda era composta da 1.474 navi per un totale assoluto di 16.549.662 GT di tonnellate stazza lorda, di cui:
- Navi da carico liquido: 254 (93 petroliere, 23 gassiere; 106 chimichiere; 32 altre cisterne)
- Navi da carico secco: 185 (30 da carico generale; 15 portacontenitori e frigorifere; 68 portarinfuse; 72 traghetti)
- Navi miste e da passeggeri: 436 (26 da crociera; 75 tra aliscafi, catamarani e unità veloci; 200 traghetti; 135 altre navi passeggeri)
- Portarinfuse polivalenti: 1
- Navi per servizi ausiliari: 598 (364 rimorchiatori, navi appoggio e 234 altri tipi di navi)

Sempre secondo Confitarma, l'Italia, sommando i dati delle navi nazionali e di quelle battenti bandiera estera con un tonnellaggio di portata lorda pari o superiore alle 1000 tpl (o dtw), si classifica al 14º posto mondiale con 18.106.000 tpl nonostante possegga soltanto il 2% del naviglio sul totale del campione di riferimento composto da 755 navi, di cui: 553 battenti bandiera italiana, e 202 (il 25,8%) battente bandiere estere ma riconducibili ad armatori italiani.
Il Lloyd's Register of Shipping nelle sue statistiche sulle flotte mondiali, al 1º gennaio 2011 classificava la flotta mercantile battente bandiera italiana all'11º posto per tonnellaggio sopra le 100 GT (gross tonnes) e al 13º posto per Paese proprietario.

## Flotta
Secondo il World Factbook della CIA, al 2019, la marina mercantile italiana considerando come base del campione tutte le navi pari o superiori alle 1.000 tsl (e di esse il totale del tonnellaggio di portata lorda ed il totale di tonnellaggio di stazza lorda) si classifica al 21º posto mondiale risultando composta come segue:

- Totale: 1.353 navi
- Per tipo: 48 portarinfuse, 116 da carico generale, 120 petroliere, 9 portacontainer, 1.060 di altre tipologie.

Se invece si volesse utilizzare solo e soltanto la base numerica dei dati riportati sul World Factbook della CIA, e non sulla capacità di trasporto (dato importantissimo), la flotta mercantile italiana, con le sue 1.430 navi, si classificherebbe al 16º posto mondiale.
Ulteriori statistiche sono disponibili sul sito dell'Amministrazione marittima del Dipartimento dei trasporti degli Stati Uniti grazie agli studi del Maritime Intelligence and Publications: IHS Fairplay; sul sito dello UNCTAD e su quello dell'Agenzia europea per la sicurezza marittima (EMSA) elaborate tramite la banca dati del sistema Equasis.

## Bandiera
La Marina mercantile italiana utilizza una bandiera molto simile a quella militare. Lo stemma però non è sormontato dalla corona rostrata ed il Leone di San Marco regge un libro recante la frase latina «PAX TIBI MARCE EVANGELISTA MEVS» (Pace a te, Marco, mio evangelista) e non una spada.